# Говщина
Говщина, Говщица, устар. Мельчино — река в Андреапольском районе Тверской области, правый приток Волкоты (бассейн Западной Двины). Длина реки составляет 5,3 км, с верхним течением, рекой Каменец — около 17 км.
Говщина берёт начало из юго-восточного конца озера Лучанское на высоте 234 метра над уровнем моря, протекает через озеро Ямское и течёт на юго-восток. Ширина реки до 24 метров, глубина до 1,5 метра. Скорость течения — 0,1 м/с. Впадает в Волкоту справа двумя протоками.